# コムソモール

コムソモールロゴマーク

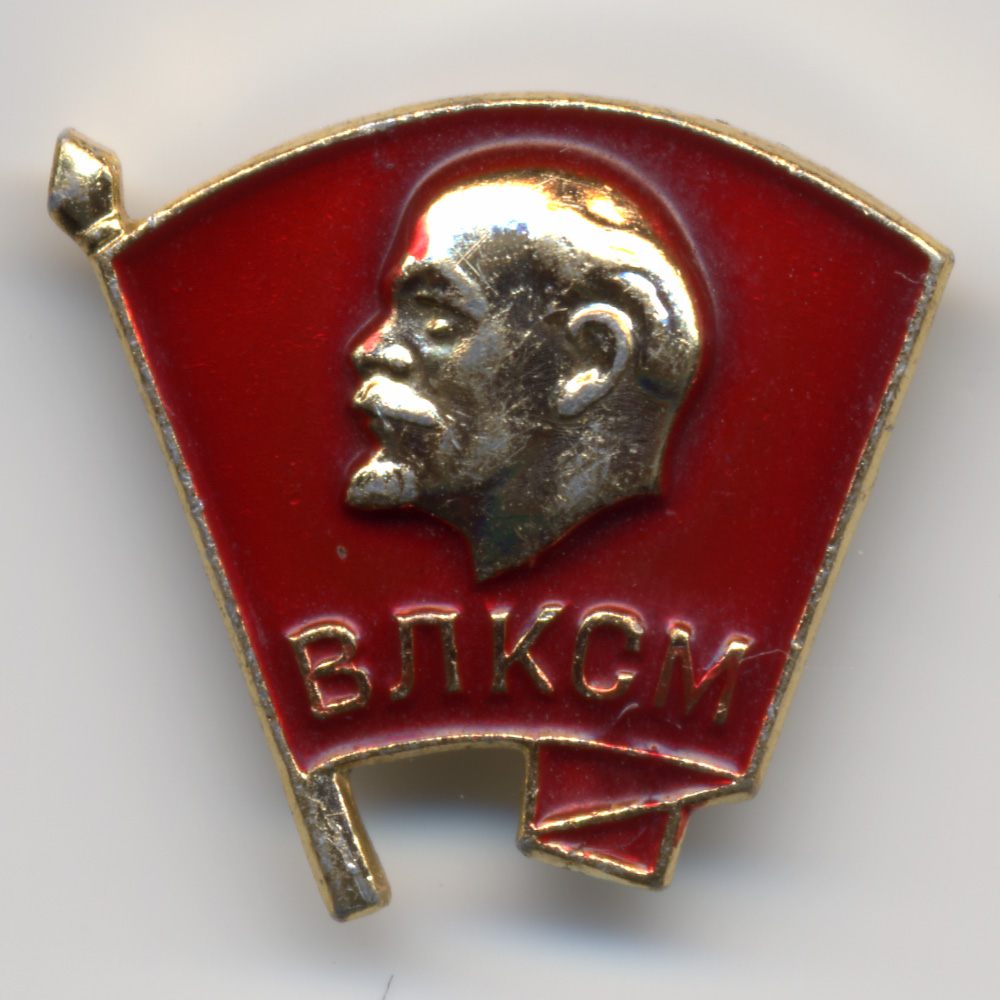
会員のためのピン

コムソモール（ロシア語: Комсомол カムサモール）は、マルクス・レーニン主義党、主に共産党の青年組織である。いわゆる青年団の一種。共産主義青年団。ソビエト連邦共産党に協力するボランティア組織であり、汚職を告発するスパイと密告者の養成機関でもあった。
概ね15歳から35歳までが相当年齢とされ、党の路線の学習、学園や労働組合青年部で党の路線の宣伝、ピオネール(共産党少年団）の指導などが任務として挙げられるほか、1930年代のスターリンによるクラーク撲滅運動ではクラーク（富農）の逮捕などの活動を行い、多くの農民を強制収容所へ送った。
ソビエト連邦においては全連邦レーニン共産主義青年同盟（Всесоюзный ленинский коммунистический союз молодёжи，略称ВЛКСМ）と称された。

## 活動
コムソモールでは、家族への愛情よりも、共産主義革命への忠誠心を優先しなければならず、親や教師のなかに紛れ込む「階級の敵」を摘発することが義務とされ、大学や学校では、「反革命派」を裁く模擬裁判が開かれた。
当時のソ連の若者にとってコムソモールの任務は輝かしく魅力的な仕事であり、社会に貢献する手段はコムソモールになる以外なかった。
コムソモールで幹部を務めた者は、将来マルクス・レーニン主義党の幹部候補となる場合が多かった。
機関誌は『コムソモリスカヤ・プラウダ』。

### クラーク撲滅運動
スターリンが主導したソビエト連邦における農業集団化にともなうクラーク撲滅運動においてはピオネールとともに、クラーク (富農)と認定された農民の逮捕や指定を実施する尖兵として活動した。
クラーク撲滅運動に非協力的な貧農や中農に対しては、家の外を不良がうろつき、脅迫したり誹謗し、郵便配達人には配達しないように指示し、そうした家の子供は学校から排斥され、コムソモールや共産党少年団(ピオネール)から辱めを受けた。
コルホーズ財産保全法が発効すると、ウクライナ各地の畑には監視塔が設置され、コムソモールはかたっぱしから農家を捜索し、穀粒にいたるまで持っていき、調理中の夕食まで持っていった。青年団の徴発部隊は、農民同士にボクシングをさせたり、犬のまねをさせ、虐待した。盗みを働いたとされた女性は裸にされ、村中を引き回された。徴発部隊の一部は、ひとり暮らしの女性の住居に「穀物徴発」の名目で夜間に侵入し、強姦した。こうしたクラーク撲滅運動は大飢饉（ホロドモール)の間も続けられ、党は撲滅運動に熱心な青年を表彰した。
クラーク撲滅運動で活躍した青年団の世代は、1905-1915年生まれが多く、この世代は、ロシア内戦に参加するには幼すぎた世代で、「革命」の英雄時代に対して極度にロマンチックなイメージを抱いていた。この世代の若者は、ブルジョワ的な富と娯楽と私有財産を徹底的に拒否して、個人の幸福にこだわることは恥ずべき所業とされ、所持品や私有財産のすべてを出し合うコミューンも生まれた。この世代のチェーカーの一人は、実家である父親の金物店を捜索し、その財産を押収し、党に報告している。

### 奉仕活動
共産党を支援する活動のほか、労働現場などでの奉仕活動が求められることもあった。僻地で建設が難航したシベリアのバイカル・アムール鉄道（略称BAM）の現場の例では、1970年代にコムソモールを中心とした「BAM突撃隊」が編成され、全国から夏休みなど長期休暇中の学生が集められて労働に従事している。こうした活動はプラウダの1面などで取り上げられるなど、PRが盛んに行われた。

## 改組・継承、類似団体
ソ連解体以降、政党の一つであり旧ソビエト連邦共産党の後継組織を自認するロシア連邦共産党の指導下に移行。ロシア連邦共産主義青年同盟に改組されて事実上継承されている。
機関誌であった『コムソモリスカヤ・プラウダ』は現在、旧ソ連時代に受賞していたレーニン勲章レリーフなどを紙面デザインに残しつつ、一般紙化された。
2005年、ロシアではウラジーミル・プーチン大統領の政策宣伝やロシア正教会を規範とする「公」意識のロシア社会再伝搬・再浸透、他、参加青少年の精神・肉体鍛錬を主な活動とした青少年組織ナーシが旧コムソモール運営様式に倣って設立された。

## ロシア以外の関連団体
- ベラルーシでもコムソモールにならった青少年組織「ベラルーシ共和国青年団」が2002年に設立されている。（アレクサンドル・ルカシェンコ大統領への個人崇拝の色彩が強いことから、反対勢力からは「ルカモール」と呼ばれている）
- 世界民主青年連盟
- 日本民主青年同盟（日本共産党）- 日本では、日本共産党の指導・援助を受けている青年組織の日本民主青年同盟（旧・日本共産青年同盟）がコムソモールに当たる。
- 中国共産主義青年団（中国共産党）
- 社会主義愛国青年同盟（朝鮮労働党）
- 自由ドイツ青年団（ドイツ社会主義統一党）
- ホーチミン共産青年同盟（ベトナム共産党）